# 코린 투제
코린 투제(Corinne Touzet, 1959년 12월 21일 ~ )는 프랑스의 배우, 프로듀서이다.